# Regering-Wilmès II
De regering-Wilmès II was van 17 maart tot 1 oktober 2020 de Belgische federale regering. De regering werd geleid door de Franstalige Sophie Wilmès (MR) en was een minderheidsregering die gedoogsteun kreeg in de Kamer van volksvertegenwoordigers. 
Deze regering kwam tot stand na de uitbraak van de coronacrisis in België in maart 2020 als doorstart van de zittende ontslagnemende regering-Wilmès I. Het doel van deze minderheidsregering was met het vertrouwen van enkele andere Belgische partijen het coronavirus SARS-CoV-2 en de economische gevolgen ervan te bestrijden. Juridisch was het vertrouwen niet beperkt in de tijd, maar er was een politieke belofte om na zes maanden, d.i. op 17 september 2020, opnieuw het vertrouwen te vragen, en, indien dat vertrouwen niet werd verleend, ontslag te nemen. Hoewel er op 17 september 2020 nog geen nieuwe regering was, vroeg de regering-Wilmès II evenwel toch niet het vertrouwen. Uiteindelijk werd deze regering op 1 oktober 2020 opgevolgd door de regering-De Croo, waardoor uiteindelijk een periode van 652 dagen minderheidsregering werd beëindigd, ontstaan sinds de val van de regering-Michel op 9 december 2018.

## Ontstaan
Na de federale verkiezingen van 26 mei 2019 kende België tien maanden later nog steeds geen volwaardige federale regering. Hoewel de regeringsonderhandelingen begin maart 2020 in het slop zaten, bracht de uitbraak van het coronavirus SARS-CoV-2 in België de regeringsvorming in een stroomversnelling. Op zondag 15 maart 2020 sloten immers negen partijen een akkoord om de ontslagnemende regering-Wilmès I volheid van bevoegdheid te verlenen, waardoor ze dus uit het statuut van de lopende zaken zou treden. De oppositiepartijen die de regering zouden steunen, zouden er echter geen deel van gaan uitmaken. Hierdoor bleef de regering een minderheidsregering. Op 17 maart 2020 legden de ministers op het Koninklijk Paleis van Brussel de eed af in handen van koning Filip van België.
Bij de vertrouwensstemming op 19 maart 2020 stemden in de Kamer van volksvertegenwoordigers 84 leden voor de motie van vertrouwen en 44 tegen. De regering kreeg het vertrouwen van de drie regeringspartijen CD&V, Open Vld en MR en van oppositiepartijen PS, sp.a, Ecolo, Groen, cdH en DéFI. De N-VA, het Vlaams Belang en PVDA gaven geen vertrouwen aan de regering. De N-VA stemde wel voor het verlenen van volmachten aan de regering, Vlaams Belang onthield zich en PVDA en Jean-Marie Dedecker stemden tegen.
Vanwege de maatregelen tegen het coronavirus, waardoor samenkomsten van grote groepen mensen waren verboden, verliep de vertrouwensstemming niet volgens de gebruikelijke procedure. Eerste minister Sophie Wilmès sprak op 17 maart 2020 haar regeerverklaring uit voor een quasi-lege plenaire vergaderzaal in de Kamer, waarbij enkel zijzelf, de Kamervoorzitter, de fractieleiders en de vicepremiers aanwezig waren. Twee dagen later, op 19 maart 2020, stemden de Kamerleden over het vertrouwen door zich volgens de eerste letter van de voornaam te verdelen over drie commissiezalen, waarna de vertrouwensstemming plaatsvond via een papieren stemming.
De regering beschikt over slechts 38 van de 150 zetels in de Kamer van volksvertegenwoordigers; met de gedoogsteun erbij worden dit er echter 94. In de Franse taalgroep (61 zetels) beschikken de regeringspartijen over 14 zetels; met de gedoogsteun erbij evenwel over een zeer grote meerderheid van 53 zetels. In de Nederlandse taalgroep (89 zetels) beschikken de regeringspartijen over 24 zetels; met de gedoogsteun erbij over 42 zetels. De regering geniet daarmee niet de steun van een meerderheid in de Nederlandse taalgroep.

## Verloop van de regeerperiode

### Coronavirus
Enkele dagen na de vertrouwensstemming keurde het federaal parlement twee volmachtenwetten goed. Deze wetten stellen de Koning en zijn ministers in staat om bij koninklijk besluit beslissingen te kunnen nemen die normaal bij wet zouden moeten worden genomen om op die manier efficiënter de coronacrisis in België aan te kunnen pakken. Met deze volmachten moet de regering niet elke beslissing vooraf voorleggen aan het federaal parlement, maar volgt de parlementaire controle achteraf. Op deze manier wordt tijd uitgespaard in de besluitvorming.
Hoewel hij reeds begin 2019 zijn afscheid uit de politiek had aangekondigd, bleef minister Philippe De Backer (Open Vld) deel uitmaken van de regering en werd hij bovenop zijn officiële bevoegdheden informeel belast met de bestrijding van de coronacrisis als voorzitter van een taskforce met als opdracht het aankopen en overbrengen van mondmaskers en ander medisch materiaal naar België en het opdrijven van de testcapaciteit.
Tegelijkertijd bestaat er een Wetenschappelijk Coronacomité dat wordt voorgezeten door Steven Van Gucht. Dit comité adviseert de federale regering omtrent het Coronavirus. 

## Samenstelling
De regering telde 13 ministers (12 + 1 eerste minister). De Franstalige liberalen van MR hadden zeven ministers (inclusief de premier), de Vlaamse liberalen van Open Vld en de Vlaamse christendemocraten van CD&V elk drie.
| Ambtsbekleder | Ambtsbekleder | Ambtsbekleder                  | Functie en bevoegdheid | Termijn                        | Partij      |
| Kernkabinet   | Kernkabinet   | Kernkabinet                    | Kernkabinet | Kernkabinet                    | Kernkabinet |
| ------------- | ------------- | ------------------------------ | --- | ------------------------------ | ----------- |
|               |               | Sophie Wilmès (1975)           | Premier Ontwikkelingssamenwerking, belast met Beliris en de Federale Culturele Instellingen                                                   | 17 maart 2020 - 1 oktober 2020 | MR          |
|               |               | Koen Geens (1958)              | Vicepremier Justitie en Europese Zaken, belast met de Regie der gebouwen                                                                      | 17 maart 2020 - 1 oktober 2020 | CD&V        |
|               |               | Alexander De Croo (1975)       | Vicepremier Financiën, belast met Bestrijding van de fiscale fraude                                                                           | 17 maart 2020 - 1 oktober 2020 | Open Vld    |
|               |               | David Clarinval (1976)         | Vicepremier Begroting en Ambtenarenzaken, belast met de Nationale Loterij en Wetenschapsbeleid                                                | 17 maart 2020 - 1 oktober 2020 | MR          |
| Ministers     |               |                                | |                                |             |
|               |               | Philippe Goffin (1967)         | Buitenlandse Zaken en Defensie | 17 maart 2020 - 1 oktober 2020 | MR          |
|               |               | Philippe De Backer (1978)      | Digitale Agenda, Telecommunicatie en Post, belast met Administratieve Vereenvoudiging, Bestrijding van de Sociale Fraude, Privacy en Noordzee | 17 maart 2020 - 1 oktober 2020 | Open Vld    |
|               |               | Marie-Christine Marghem (1963) | Energie, Leefmilieu en Duurzame Ontwikkeling                                                                                                  | 17 maart 2020 - 1 oktober 2020 | MR          |
|               |               | Denis Ducarme (1973)           | Middenstand, Zelfstandigen, KMO's, Landbouw, en Maatschappelijke Integratie, belast met Grote Steden                                          | 17 maart 2020 - 1 oktober 2020 | MR          |
|               |               | François Bellot (1954)         | Mobiliteit, belast met skeyes en NMBS | 17 maart 2020 - 1 oktober 2020 | MR          |
|               |               | Daniel Bacquelaine (1952)      | Pensioenen | 17 maart 2020 - 1 oktober 2020 | MR          |
|               |               | Maggie De Block (1962)         | Sociale Zaken, Volksgezondheid en Asiel en Migratie                                                                                           | 17 maart 2020 - 1 oktober 2020 | Open Vld    |
|               |               | Pieter De Crem (1962)          | Binnenlandse Zaken en Veiligheid, belast met Buitenlandse Handel                                                                              | 17 maart 2020 - 1 oktober 2020 | CD&V        |
|               |               | Nathalie Muylle (1969)         | Werk, Economie en Consumenten, belast met Armoedebestrijding, Gelijke Kansen en Personen met een beperking                                    | 17 maart 2020 - 1 oktober 2020 | CD&V        |